# Домонтович, Михаил Алексеевич
Михаил Алексеевич Домонтович (Домантович) (1830, Черниговская губерния — 1902, Санкт-Петербург) — русский генерал от инфантерии, военный историк.

## Биография
Сын Алексея Георгиевича Домонтовича и Марии Степановны, родился 24 ноября (6 декабря) 1830 года в селе Кудровка Сосницкого уезда Черниговской губернии. Образование получил в Петровском Полтавском кадетском корпусе, откуда в 1847 году был направлен в Дворянский полк, из которого был выпущен 26 мая 1849 года прапорщиком в Лейб-гвардии Гренадерский полк. В рядах этого полка совершил поход в Венгрию. 6 декабря 1852 года произведён в подпоручики и 11 апреля 1854 года — в поручики. На начальном этапе Крымской войны находился в составе войск, действующих на Дунае.
По окончании в 1858 году Императорской военной академии по первому разряду Домонтович 1 января 1860 года был произведён в штабс-капитаны и переведён в Генеральный штаб, 30 августа того же года получил чин капитана, а 6 декабря 1863 года стал подполковником. С 1 сентября 1860 года он был репетитором во Владимирско Киевском кадетском корпусе и с 27 ноября 1861 года — учителем в том же заведении.
3 декабря 1863 года Домонтович был назначен помощником начальника Азиатского отделения Главного управления Генерального штаба. В 1864 году он был командирован на Кавказ и находился в составе Пшехского отряда при движении на Хакучинский перевал. По возвращении с Кавказа Домонтович за составление описания Черниговской губернии был принят в действительные члены Русского географического общества.
С 11 января 1865 года Домонтович состоял штаб-офицером, заведовавшим обучающимися в Николаевской академии Генерального штаба офицерами. Произведённый 23 октября 1866 года в полковники, он 16 мая 1873 года был назначен инспектором классов Николаевского кавалерийского училища, 30 августа 1875 года произведён в генерал-майоры (со старшинством от 15 июня 1877 года). В 1876 году назначен правителем канцелярии заведующего гражданской частью при главнокомандующем Дунайской армией, а в 1877 году — Тырновским губернатором (в Болгарии); награждён орденом св. Станислава 1-й степени с мечами. Этот пост он занимал несколько месяцев и в начале февраля 1878 года возвратился в Россию, где 15 числа был назначен состоять для особых поручений при Главном управлении военно-учебных заведений.
В апреле того же 1878 года снова был командирован по Высочайшему повелению в Болгарию и исполнял должность директора Канцелярии императорской Российской комиссии в Болгарии и управляющего делами Совета оной, много потрудился над организацией управления нового княжества и был удостоен ордена св. Анны 1-й степени.
8 ноября 1881 года Домонтович был назначен сверхштатным членом Военно-учёного комитета и председателем военно-исторической комиссии по описанию русско-турецкой войны 1877—1878 годов, за труды в этой комиссии получил орден св. Владимира 2-й степени. 30 августа 1886 года был произведён в генерал-лейтенанты, в 1896 году был назначен членом Военного совета, с 1897 по 1900 год управлял кодификационным отделом при этом совете, в 1898 году произведён в генералы от инфантерии. 22 августа 1901 года за долголетнюю службу пожалован знаком отличия за L лет беспорочной службы.
Среди прочих наград Домонтович имел ордена св. Станислава 2-й степени (1864 год), св. Владимира 4-й степени (1865 год), св. Анны 2-й степени (1869 год, императорская корона к этому ордену пожалована в 1871 году), св. Владимира 3-й степени (1873 год) и Белого Орла (1889 год).
Умер 8 (21) октября 1902 года в Санкт-Петербурге, был похоронен на кладбище Воскресенского Новодевичьего монастыря; могила утрачена.
Дочерью Домонтовича была А. М. Коллонтай.